# Periοchi Anthοfutou
Periοchi Anthοfutou este o arie protejată (arie de protecție specială avifaunistică — SPA) din Grecia întinsă pe o suprafață de 3.358,17 ha, integral pe uscat.

## Localizare
Centrul sitului Periοchi Anthοfutou este situat la coordonatele 40°51′06″N 22°43′39″E / 40.85155°N 22.727438°E.

## Înființare
Situl Periοchi Anthοfutou a fost declarat arie de protecție specială avifaunistică în martie 2010 pentru a proteja 14 specii de animale.

## Biodiversitate
Situată în ecoregiunea mediteraneană, aria protejată nu include niciun habitat protejat.
La baza desemnării sitului se află mai multe specii protejate de  păsări (14): ciocârlie-de-câmp (Alauda arvensis), pescăruș albastru (Alcedo atthis), stârc cenușiu (Ardea cinerea), șorecarul comun (Buteo buteo), erete vânăt (Circus cyaneus), egretă mică (Egretta garzetta), vânturel de seară (Falco vespertinus), rândunică (Hirundo rustica), prigoare (Merops apiaster), cormoran mic (Microcarbo pygmaeus), vrabie negricioasă (Passer hispaniolensis), Phalacrocorax carbo sinensis, fluierar de mlaștină (Tringa glareola), fluierarul cu picioare roșii (Tringa totanus).